# Batalla del Voló
La batalla del Voló fou una batalla de la Guerra Gran, que es va lliurar del 30 d'abril a l'1 de maig del 1794,i va donar la victòria francesa al general Jacques François Dugommier, contra l'exèrcit espanyol de Luis Firmin de Carvajal, Comte de La Unión, acampats al Voló, que s'hagueren de retirar a Sant Llorenç de la Muga.

## Antecedents
El govern espanyol va declarar la guerra contra la República Francesa el 17 d'abril del 1793 en resposta a l'execució de Lluís XVI de França. L'exèrcit espanyol, sota el comandament del general Antonio Ricardos van envair el Rosselló per Sant Llorenç de Cerdans, amb uns 25.000 homes i un centenar de peces d'artilleria, ocupant les ciutats poc defensades del Pertús i la vall del riu Tec (Arles i Ceret). S'havia retirat al campament de Ceret, retirant-se a les posicions inicials després de la derrota a la batalla de Paretstortes i la victòria a la batalla de Trullars, sense poder conquerir la ciutat de Perpinyà.

## Ordre de batalla
El general Jacques François Dugommier va fer prendre Tresserra al general Martin, amb 800 homes, que estava defensada pel general Ildefonso Arias, mentre que el general Catherine-Dominique de Pérignon va ocupar la plana de Vilallonga dels Monts i va emmascarar la presa d'Argelers pel general Victor. Pérignon va formar a la riba dreta del Tec enfront del Voló.
Els espanyols estaven concentrats a Ceret, amb guarnicions a altres localitats.

## Batalla
Jacques François Dugommier atacà Montesquiu d'Albera, que estava poc defensada, i Luis Firmin de Carvajal envià uns pocs batallons, que arribaren tard perquè els espanyols del Príncep de Monforte abandonaren la vila per ocupar zones més altes veient la gran quantitat de francesos que avançaven; així, el comte de La Unión hi envià dos batallons d'infanteria i un regiment de cavalleria. Les tropes de Tresserra es retiraren creient que l'atac aniria en la seva direcció i provocaren que el centre i l'ala esquerra del desplegament es trenquessin. Amb aquesta situació, el comte de la Unión decidí abandonar el camp, amb el centre marxant entre Ceret i Morellàs, mentre que l'ala dreta marxà cap al pont de Ceret, però foren interceptats per la cavalleria de Pérignon, i l'ala esquerra de Monforte intentà primer anar en direcció a Ceret, però trobà el pas bloquejat per la infanteria francesa. Finalment, intentà reunir-se amb el centre travessant per Morellàs, moment en què totes les tropes fugiren desordenadament cap al Portell.

## Conseqüències
Les tropes espanyoles es retiraren del Rosselló i el Vallespir, i l'avanç francès se centrà en la conquesta de Guipúscoa, de manera que el front empordanès quedà estabilitzat durant uns mesos.